# Os Penetras
Os Penetras é um filme de comédia brasileiro de 2012, dirigido por Andrucha Waddington, escrito por Marcelo Vindicatto e estrelado por Marcelo Adnet e Eduardo Sterblitch. Foi produzido pela Conspiração Filmes e Globo Filmes, e lançado em 30 de novembro de 2012, pela distribuidora Warner Bros.
O filme conta a história de Marco Polo, um golpista bem-humorado e manipulador que decide ajudar Beto, um sujeito tímido e inseguro que está em estado de depressão por causa da ex-namorada Laura. Os primeiros estágios de desenvolvimento de Os Penetras foram iniciados em 2005, quando o diretor chegou a citar o nome dos atores Rodrigo Santoro e Selton Mello, como possíveis estrelas de um filme que já estava com roteiro definido. Logo depois o filme passou muito tempo com a produção parada. Foi somente no final de 2011 que parte do elenco foi confirmado.
Em sua primeira semana o filme teve uma renda de 3 milhões, sendo considerado como a melhor estreia do ano. O filme teve a maior receita entre os filmes brasileiros distribuídos pela Warner Bros Pictures. Os críticos especializados deram avaliações mistas ao filme.

## Enredo
Às vésperas do Réveillon, o apaixonado Beto (Eduardo Sterblitch) chega ao Rio de Janeiro à procura de sua namorada, Laura. Desprezado, tenta o suicídio, mas é salvo pelo golpista Marco Polo (Marcelo Adnet), que, a fim de ganhar um dinheiro fácil, promete ajudá-lo a reconquistar a amada. O que esse malandro não poderia imaginar é que também se apaixonaria por Laura (Mariana Ximenes), uma jovem sedutora que usa artifícios para circular pelas altas rodas da sociedade carioca. Em busca de amor, dinheiro e aventura, Marco e Beto vão penetrar nas festas mais quentes da cidade, usando muita esperteza e uma boa dose de loucura.
Junto a seu comparsa Nelson (Stepan Nercessian), eles usam todos os truques possíveis para invadir as festas da alta sociedade carioca, mas nem sempre as coisas saem como o planejado.

## Elenco
- Marcelo Adnet como Marco Polo
- Eduardo Sterblitch como Beto
- Mariana Ximenes como Outra Laura
- Stephan Nercessian como Nelson
- Andrea Beltrão como Laura
- Luis Gustavo como Anchieta
- Luiz Carlos Miele como Cordeiro
- Susana Vieira como Ivone
- Babu Santana como Guarda Adelair
- Kate Lyra como Mãe Estrangeira
- Elena Sopova como Svetlana
- Caio Junqueira como Pastor
- Xando Graça como Guarda Valdeci
- Alex Sander como Homem na balada
- Eduardo Dusek como Hélinho Azambuja

## Produção
Em abril de 2005, o diretor Andrucha Waddington revelou em uma entrevista para o website CineRevista que o filme entraria em desenvolvimento, e citou o nome dos atores Rodrigo Santoro e Selton Mello, como possíveis estrelas do longa-metragem. No entanto, por motivos desconhecidos, o filme permaneceu muito tempo com produção parada. Somente no inicio de dezembro de 2011, foi informado que a produção do filme tinha iniciado novamente, mas, agora com novos protagonista, Marcelo Adnet e Eduardo Sterblitch, como Marco Polo e Beto, respectivamente.
Sendo filmado no Rio de Janeiro, o filme procurou realizar um trabalho inédito de interatividade com o internauta, dando a oportunidade das pessoas aparecerem no filme como penetras e ainda interagirem com o diretor e com o elenco. Filmagens na praia do Arpoador, na zona sul do Rio de Janeiro, foram rodadas em 5 de janeiro de 2012.
A direção é de Andrucha Waddington e o elenco conta ainda com participações de Mariana Ximenes, Stepan Nercessian, Andrea Beltrão, Luis Gustavo, Luiz Carlos Miele, Susana Vieira, Babu Santana, Kate Lyra e Juliana Schalch.

## Lançamento
Uma pré-estreia exclusiva para participantes de um quiz na página do filme no Facebook aconteceu no dia 30 de outubro de 2012 em oito capitais: Belo Horizonte, Brasília, Curitiba, Porto Alegre, Recife, Rio de Janeiro, Salvador e São Paulo. Os ganhadores levaram um par de ingressos para a sessão, além de combos de pipoca e refrigerante. Outras pré-estreias com a presença do diretor e do elenco ocorreram durante o mês de novembro. Nos circuitos nacionais o filme foi lançado em 30 de novembro de 2012, pela Warner Bros.

### Marketing
Os Penetras alcançou grande números de seguidores nas redes sociais, que divulgaram o filme. Fábio Seixas, que é o diretor executivo da Conspiração relatou: "Nós já estávamos com algumas ideias para trabalhar o cinema nacional de forma diferente nas redes sociais e, quando nos deparamos com Os Penetras, entendemos que era o momento. Nenhum outro filme nacional conseguiu criar este relacionamento com o público tão antes de seu lançamento e a participação do elenco, principalmente do Marcelo Adnet e Eduardo Sterblitch, foi fundamental para alcançarmos os resultados".
O primeiro pôster do filme foi divulgado pela Warner Bros. Pictures em 12 de maio de 2012, e exibia Eduardo Sterblich abraçando Marcelo Adnet, próximo uma frase dizendo que "A vida é bela. Mas eles não foram convidados". O teaser do filme foi divulgado no dia 25 de março de 2012. Parcerias com a CenterPlex Cinemas foram fechadas para fazer a divulgação do lançamento do filme.

### Home video
O filme foi lançado em formato DVD e Blu-ray em 25 de abril de 2013.

## Recepção

### Bilheteria
Em sua primeira semana o filme levou 336.680 espectadores aos cinemas, assim teve uma renda de R$ 3.886.000, e ficou no primeiro lugar entre as melhores estreias de 2012. Após 12 dias em cartaz o filme atingiu a marca de 1 milhão de espectadores. No total Os Penetras levou 2.515.181 espectadores para os cinemas, assim tendo uma receita total de R$ 25 milhões de reais, sendo considerado como a maior renda entre os filmes distribuídos pela Warner Bros. e o segundo de maior público.

### Criticas
Os Penetras recebeu avaliações mistas dos críticos especializados. Consuelo Lins escreveu em O Globo que o filme é uma "comédia que não opta por diálogos berrados, atuações caricatas, expressões exageradas. Em suma, um filme que não aposta no excesso como único modo de produzir gargalhadas e de se fazer entender pelo espectador". Rubens Ewald Filho escreveu em seu blog no Portal R7 que "Os Penetras é um filme arriscado porque não é pornochanchada como os anteriores. Ainda assim eu gostei de ver, achei um filme agradável com gente talentosa. No atual estado de coisas, me parece muito". Thiago César do website Cinema com Rapadura comparou o filme com a franquia The Hangover, mas apenas com uma diferença, que segundo ele, "o filme é menos criativo, mas que ainda provoca risos legítimos". "Comédia com roteiro fraco, com história sem originalidade" relatou Bruno Porciuncula do website "A Tarde".
"Ao menos, fez-se um filme de verdade e não um apanhado de esquetes televisivas. O problema está no roteiro anêmico cujas situações cômicas são de uma falta de originalidade atroz" se posicionou Roberto Guerra do website CineClick. Bruno Carmelo do AdoroCinema deu 3 de 5 estrelas ao filme numa critica que intitulou de "outras formas de humor". Na critica Bruno relata que "esperava o pior do filme [...] no entanto, contra todas as expectativas, eis que esta comédia revela um lado bastante astucioso". O crítico escreveu que "usar o filme como exemplo de uma comédia excelente seria um grande exagero" e disse que "acima de tudo, ele se recusa a contorcer os seus personagens em cenas e situações extremas para forçar o riso [...] no final temos um filme que não ofende a inteligência do espectador, nem a linguagem cinematográfica, o que já é uma qualidade notável".

## Sequências
Um segundo filme, Os Penetras 2 – Quem Dá Mais?, estreou em 2017. Antes, o canal do filme no YouTube sediou a websérie #NaCasaDeUmPenetra, onde Eduardo Sterblitch voltava a interpretar Beto nos preparativos para a continuação.